# Heinrich Scholing

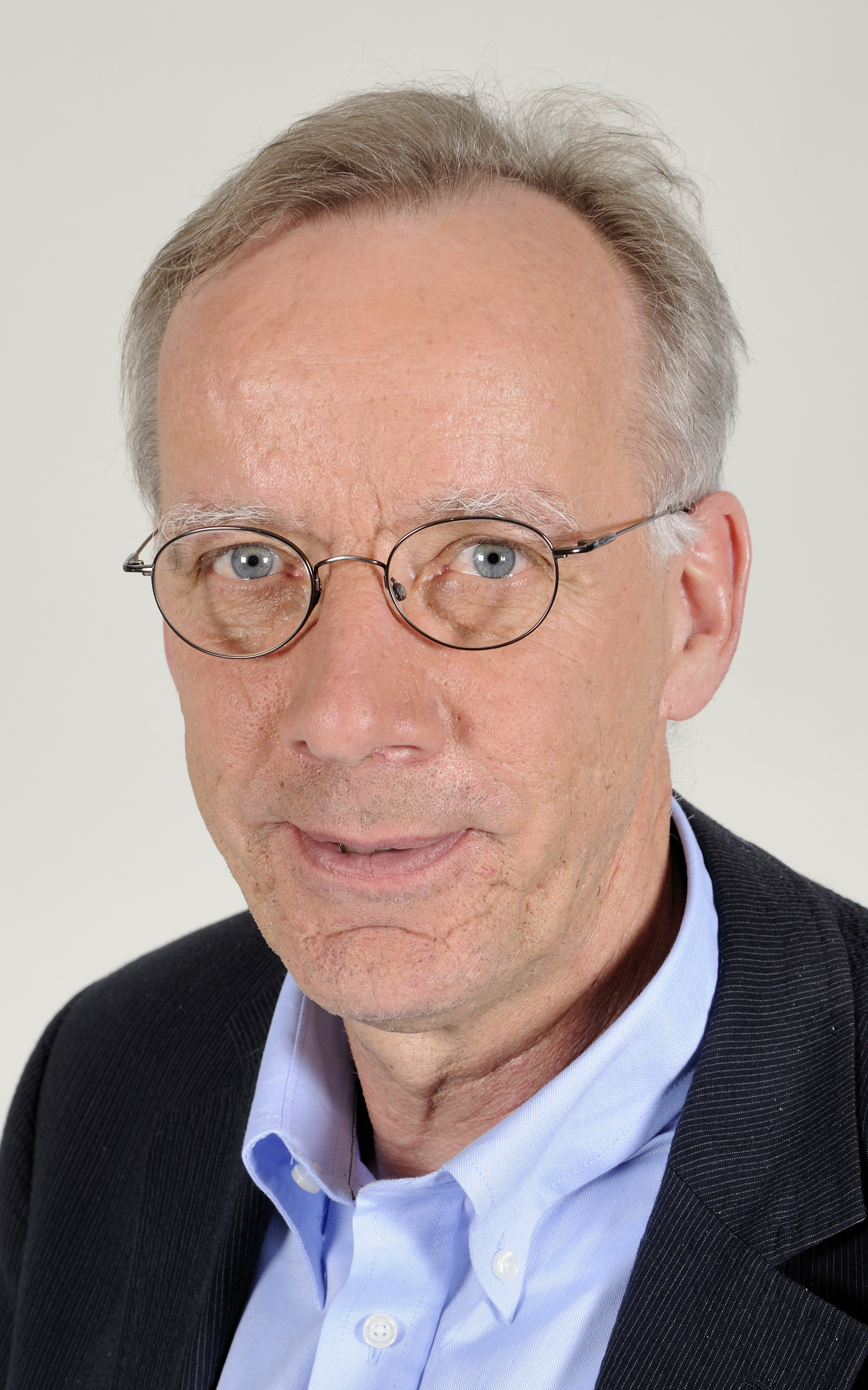
Heiner Scholing, 2013

Heinrich Scholing (auch Heiner Scholing) (* 16. September 1953 in Dortmund) ist ein deutscher Politiker (Bündnis 90/Die Grünen). Von 2013 bis 2017 war er Mitglied des Niedersächsischen Landtags.

## Leben und Wirken
Heinrich Scholing ist der Sohn von Freyja Scholing. Nach dem Abitur 1973 am Johanneum Lüneburg studierte er an der Universität Marburg Sonderpädagogik. Die erste Staatsprüfung legte er 1978, die zweite 1981 ab. Ab 1981 war er an verschiedenen Schulen tätig und ab 1985 als Förderschullehrer. Von 1995 bis zu seiner Wahl in den Landtag leitete er die Förderschule am Knieberg in Lüneburg.
Seit 1983 ist Heinrich Scholing Mitglied der Grünen und seit 2011 Mitglied des Gemeinderats von Bienenbüttel. 2013 wurde er in den Niedersächsischen Landtag gewählt. Er ist Mitglied dort des Landwirtschafts- und des Kultusausschusses sowie Sprecher der Grünen-Fraktion für Tierschutz, Religionspolitik und Gedenkstätten. Ab 2015 ist Scholing Sprecher für Schulpolitik der Grünen Landtagsfraktion und von  2015 bis 2017 Vorsitzender des Kultusausschusses der Niedersächsischen Landtags.
Mit Ende der 17. Legislaturperiode schied Scholing aus dem Landtag aus.
Von September 2016 bis Oktober 2021 war Scholing Mitglied des Gemeinderates der Einheitsgemeinde Bienenbüttel. Seit September 2016 ist er Mitglied des Kreistages des Landkreises Uelzen. Im September 2021 wurde er erneut in den Kreistag gewählt. Seit März 2018 ist er einer der beiden Sprecher des Kreisverbands Uelzen der Grünen. Von Oktober 2018 bis Juni 2021 war Scholing Beisitzer im Landesvorstand der niedersächsischen Grünen.
Scholing ist verheiratet, hat zwei Kinder und wohnt in Bienenbüttel.